# 下大野村 (茨城県)
下大野村（しもおおのむら）は茨城県東茨城郡にかつて存在した村である。

## 地理
- 現在の水戸市の東部に位置する。
- 那珂川の河口付近に位置し、村の東部は那珂川と涸沼川の合流する場である。

## 歴史
村名はかつて存在した大野郷に由来する。

### 村域の変遷
- 1889年（明治22年）4月1日 – 町村制施行により、下大野村・小泉村・川又村・塩ヶ崎村・平戸村が合併し東茨城郡下大野村が発足。
- 1955年（昭和30年）3月31日 - 稲荷村・大場村と合併し常澄村が発足。同日下大野村廃止。
- 1992年（平成4年）3月3日 - 常澄村が水戸市に編入される。

変遷表
| 1868年 以前 | 1868年 以前 | 明治22年 4月1日 | 昭和30年 3月31日 | 平成4年 3月3日 | 現在   |
| ----------- | ----------- | --------------- | ---------------- | -------------- | ------ |
|             | 下大野村    | 下大野村        | 常澄村           | 水戸市 に編入  | 水戸市 |
|             | 小泉村      | 下大野村        | 常澄村           | 水戸市 に編入  | 水戸市 |
|             | 川又村      | 下大野村        | 常澄村           | 水戸市 に編入  | 水戸市 |
|             | 塩ヶ崎村    | 下大野村        | 常澄村           | 水戸市 に編入  | 水戸市 |
|             | 平戸村      | 下大野村        | 常澄村           | 水戸市 に編入  | 水戸市 |

## 大字
- 下大野（しもおおの）
- 小泉（こいずみ）
- 川又（かわまた）
- 塩ヶ崎（しおがさき）
- 平戸（ひらと）

## 人口・世帯

### 人口
総数 [単位： 人]
| 1891年（明治24年） | 2,706 |
| 1920年（大正 9年） | 2,857 |
| 1935年（昭和10年） | 3,134 |
| 1950年（昭和25年） | 3,926 |

### 世帯
総数 [単位： 世帯]
| 1920年（大正 9年） | 571 |
| 1935年（昭和10年） | 558 |
| 1950年（昭和25年） | 661 |

## 交通

### 鉄道
- 茨城交通
  - 水浜線（1966年6月1日に廃止）
    - 塩ヶ崎駅 - 平戸駅